# 十八炔
十八炔（化学式：C
18H
34）共有以下异构体：
- 1-十八炔，CAS号：629-89-0
- 2-十八炔，PubChem CID：521992
- 3-十八炔，PubChem CID：548889
- 4-十八炔
- 5-十八炔，CAS号：71899-42-8
- 6-十八炔
- 7-十八炔，CAS号：64183-49-9
- 8-十八炔
- 9-十八炔，CAS号：35365-59-4

|  | 这个同类索引页列出了具有相同或相似标题的化学条目。 除非您是有意链接至本页，否则应将相应条目的内部链接指向正确的条目。 |